# Siegfried Buback

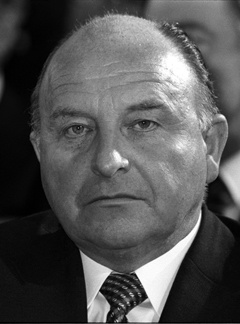
Siegfried Buback, 1976.

Siegfried Buback (3 de enero de 1920, Wilsdruff, Sajonia — 7 de abril de 1977, Karlsruhe) fue un conocido jurista alemán. Ejerció como fiscal general de la Alemania occidental entre 1974 y 1977, cuando fue asesinado por el grupo terrorista RAF.

## Biografía
Buback estudió derecho en la Universidad de Leipzig. Entre 1940 y 1945, durante la Segunda Guerra Mundial, se afilió al Partido nazi y combatió en la guerra. Hasta 1947 fue prisionero de guerra de los aliados. 
En 1950 comenzó su carrera, que llevaría a ser nombrado en 1974 presidente del Tribunal Federal (Bundesgerichtshof), la Mayor Corte de Apelaciones en Alemania. Decididamente opuesto a la Fracción del Ejército Rojo (RAF) durante su gestión, se convirtió en la primera víctima de una serie de eventos conocidos como el "Otoño Alemán".

### Asesinado por la RAF
El 7 de abril de 1977 Buback, junto a su chófer Wolfgang Göbel y el escolta judicial Georg Wurster, fueron ametrallados por miembros del Comando de la RAF "Ulrike Meinhof" cuando se dirigían en vehículo desde su hogar en Neureut hacia el Bundesgerichtshof en Karlsruhe. Mientras el Mercedes Benz de Buback estaba aguardando el cambio de luz en un semáforo, una motocicleta se paró al lado y el pasajero de la moto abrió fuego con una subametralladora al vehículo. Se responsabilizó a cuatro miembros de la RAF por el hecho: Christian Klar, Knut Folkerts, Günter Sonnenberg y Brigitte Mohnhaupt, quienes fueron formalmente acusados en conexión con el asesinato de Buback y acompañantes. Sin embargo, no habían sido resueltos detalles importantes del crimen. Las autoridades alemanes estaban lejos de saber quién había conducido la motocicleta y quién había disparado la subametralladora que mató a Buback.

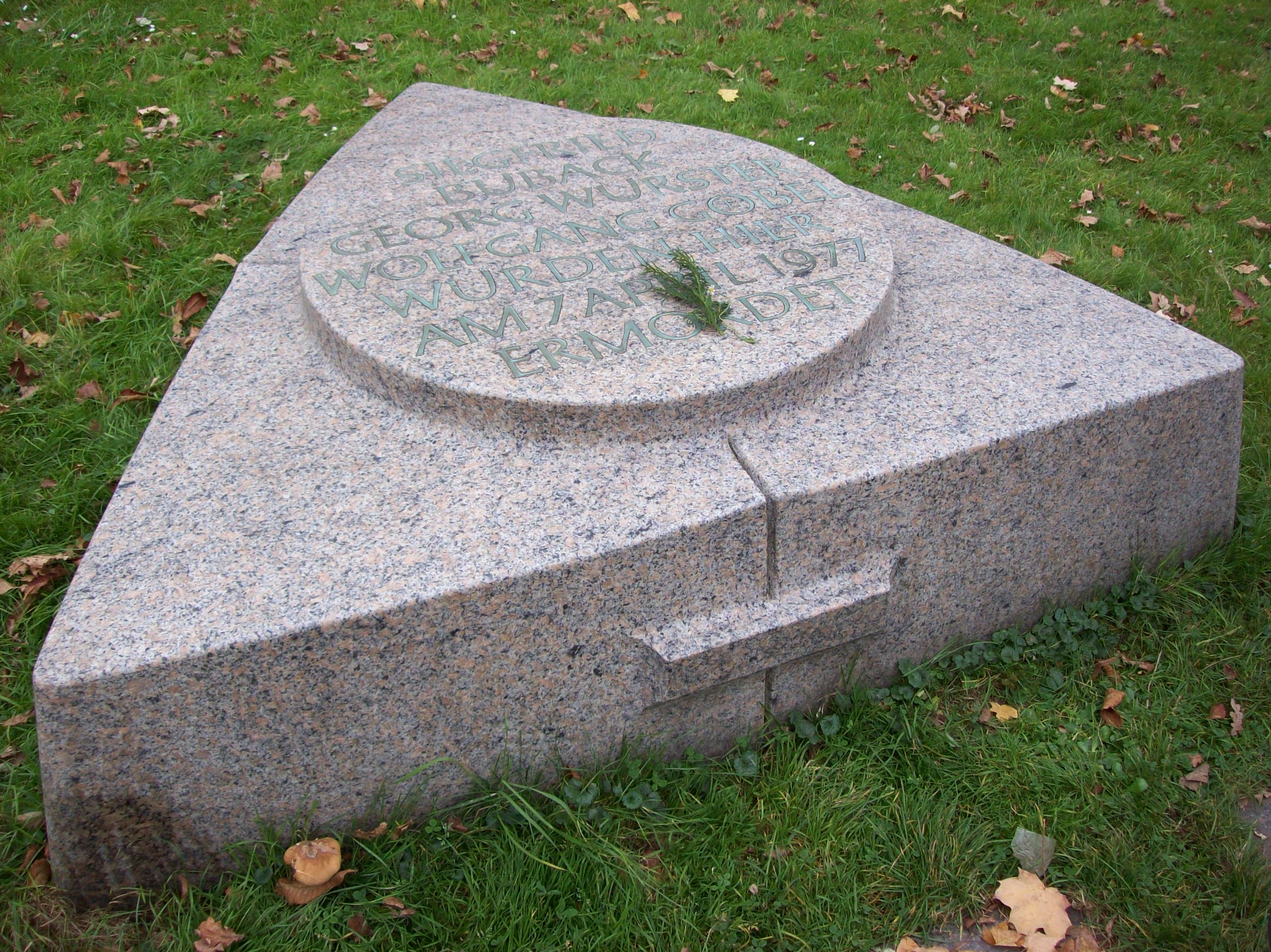
Piedra Memorial en homenaje a Buback, el escolta y el chófer en Karlsruhe.

En abril de 2007, 30 años después del asesinato, detalles del violento crimen se hicieron públicos cuando su hijo, Michael Buback, fue contactado por el antiguo miembro de la RAF Peter-Jürgen Boock. Boock compartió detalles de la operación indicando que Stefan Wisniewski había disparado el arma contra Siegfried Buback.
Verena Becker, otra antigua miembro de la RAF, también dijo que Wisniewski era el asesino y que Sonnenberg era el conductor de la moto. En 2012 Verena Becker fue condenada a 4 años de cárcel por haber participado en el asesinato de Buback.